# Isla de Isabel II
Isla de Isabel II is het centrale eiland van de Chafarinas-eilanden, in de Middellandse Zee. Het eiland hoort bij Spanje. Het ligt op slechts 4 kilometer van de Noord-Afrikaanse kust, tegenover de Marokkaanse stad Ras Kebdana. Het oppervlak bedraagt 0,153 km², en er is een militaire basis en een kerk.

## Naam
De naam van het eiland komt van Isabella II, koningin van Spanje van 1833 tot 1868.

## Geografie
Met een afgeronde vorm heeft het een totale oppervlakte van 0,153 vierkante kilometer. Aanzienlijk vlakker dan Isla del Congreso, bereikt het een maximale hoogte van 35 meter boven zeeniveau.

## Geschiedenis
Archeologische overblijfselen die op het eiland zijn gevonden, suggereren het bestaan van een buitenpost die bedoeld was om schepen te beschermen in de 1e eeuw voor Christus, een tijd waarin de Noord-Afrikaanse kustlijn bloeide tijdens het bewind van Juba II.
Tegelijk met de andere twee eilanden van de archipel (Isla del Rey en Isla del Congreso), werd het eiland, dat zogenaamd 'terra nullius' was, in 1848 bezet door Spanje, anticiperend op Franse intenties om hetzelfde te doen vanuit Algerije. Generaal Francisco Serrano y Domínguez nam bezit van de eilanden en bracht twee schepen uit Málaga.
Een zware storm in maart 1849 bracht grote schade toe aan de activiteiten op het eiland. Toen rees de vraag of het verblijf in de archipel de moeite waard was of niet.
Tussen 1910 en 1915 was het eiland via een dijk verbonden met Isla del Rey.
In 1922 werd op het eiland elektrische verlichting geïnstalleerd.

## Bevolking
Het eiland is het enige bewoonde eiland van de archipel. Het herbergt een militair garnizoen met personeel van het Ministerie van Milieu van Spanje, aangezien de eilanden een nationaal reservaat zijn dat wordt beschermd vanwege de rijkdom van hun natuurlijke soorten.